# Curiel de Duero
Curiel de Duero es un municipio de España, en la provincia de Valladolid, comunidad autónoma de Castilla y León. Pertenece a la comarca de Campo de Peñafiel.

## Geografía

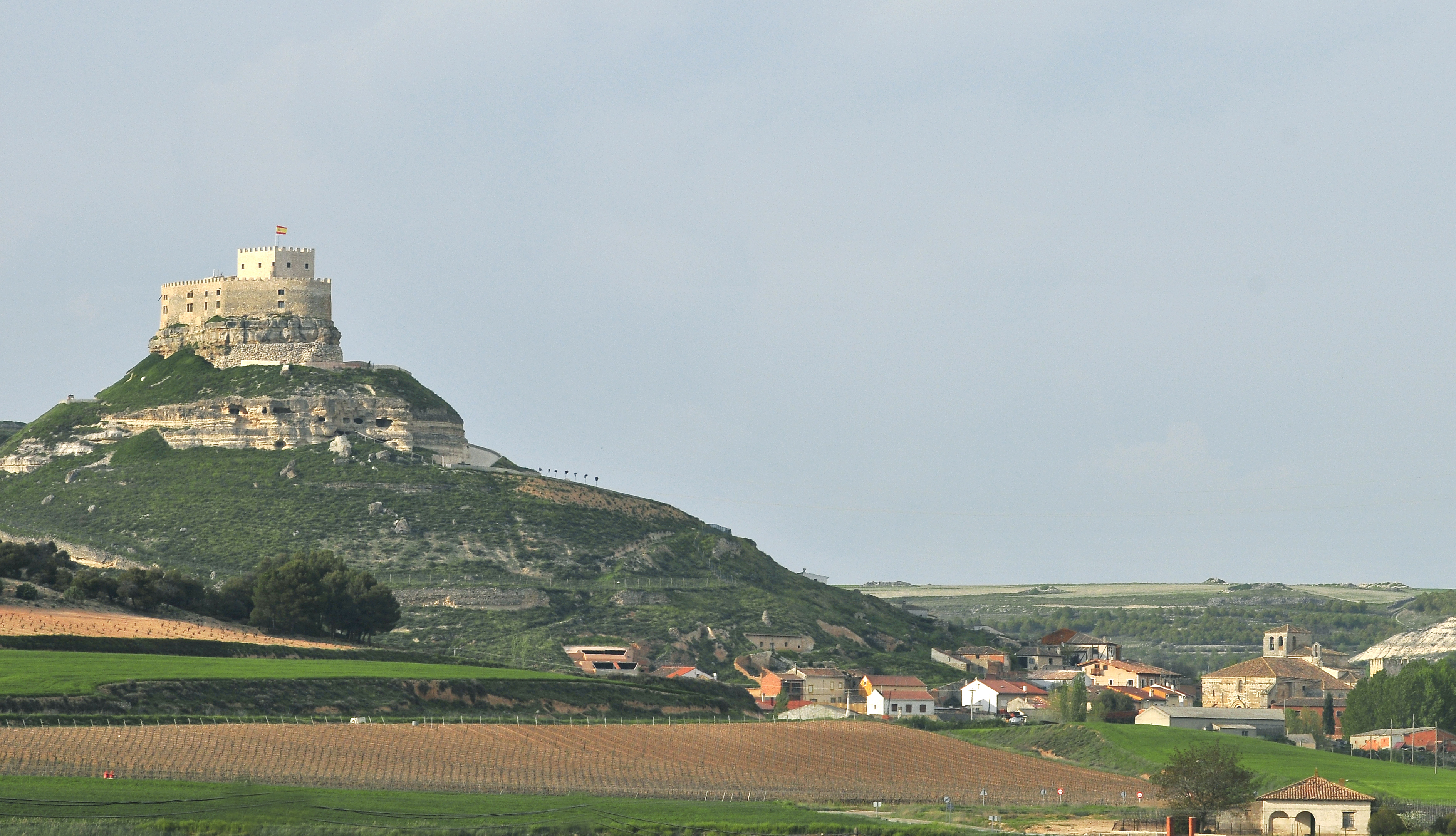
Vista de la localidad con el castillo de Curiel de Duero a la izquierda sobre un cerro.

Tiene una superficie de 18,75 km² con una población de 126 habitantes y una densidad de 6,72 hab/km². Pertenece a la comarca Campo de Peñafiel. Junto con los municipios de San Llorente, Corrales de Duero, Valdearcos de la Vega, y Bocos de Duero forman una agrupación de pueblos llamada Valle del Cuco. Roturas limita al norte de Curiel, históricamente perteneció a la Comunidad de villa y tierra de Curiel, pero no está incluida en el Valle del Cuco.
Curiel fue la cabecera de la Comunidad de Villa y Tierra de Curiel dentro del territorio llamado Extremadura Castellana. Ha sido conocida también como Curiel de los Ajos por la calidad de sus ajos. Ver Comunidad de villa y tierra de Curiel.

## Historia

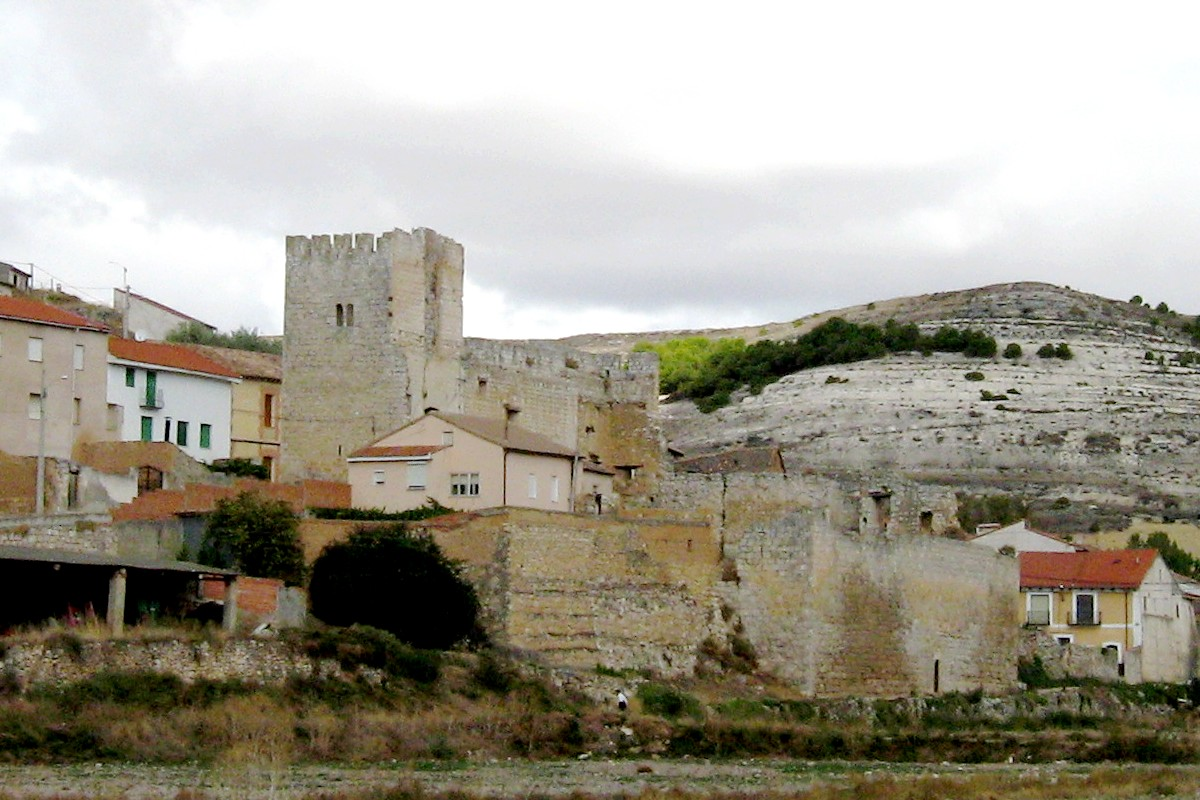
Castillo-Palacio de Curiel de Duero.

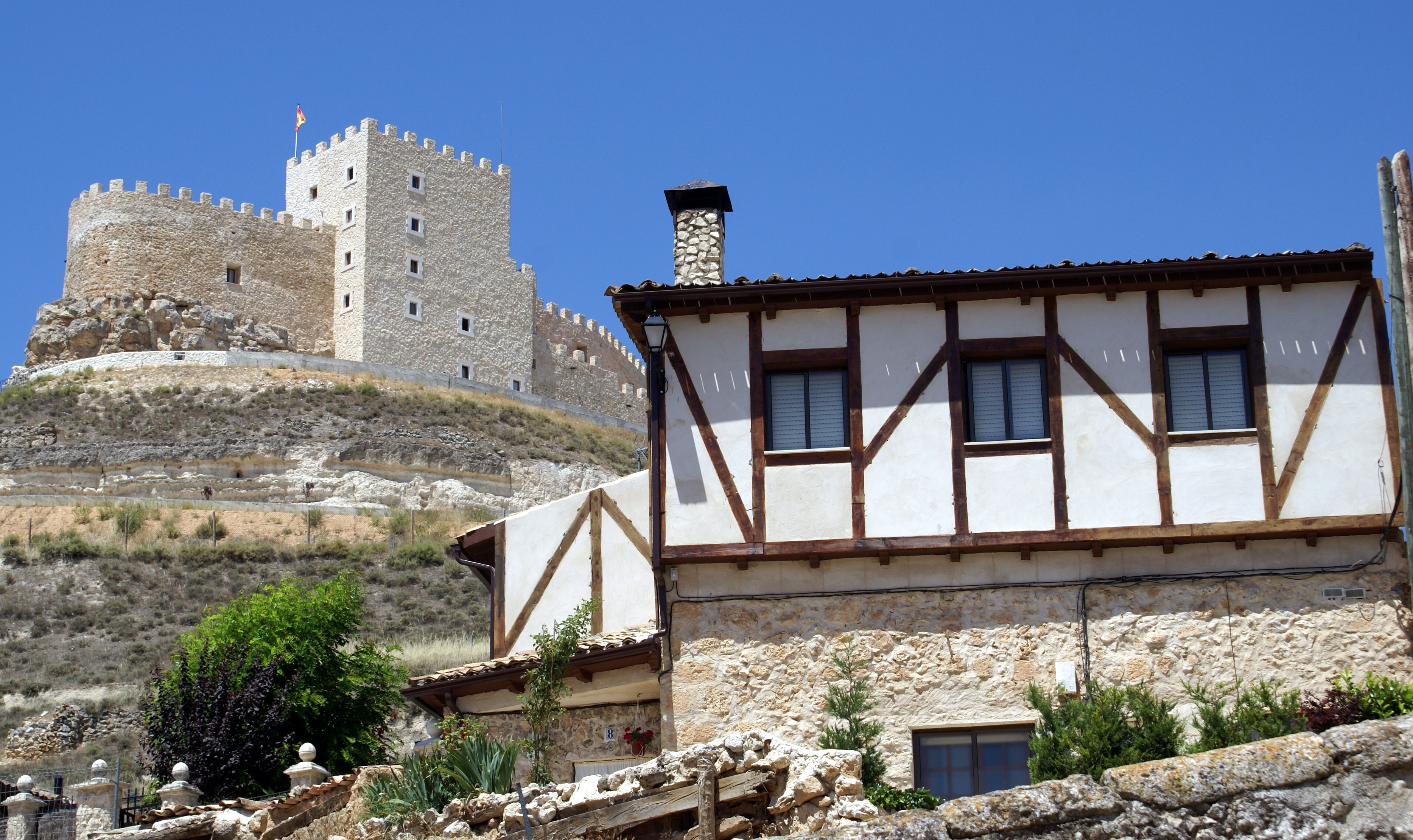
Casa castellana y el castillo.

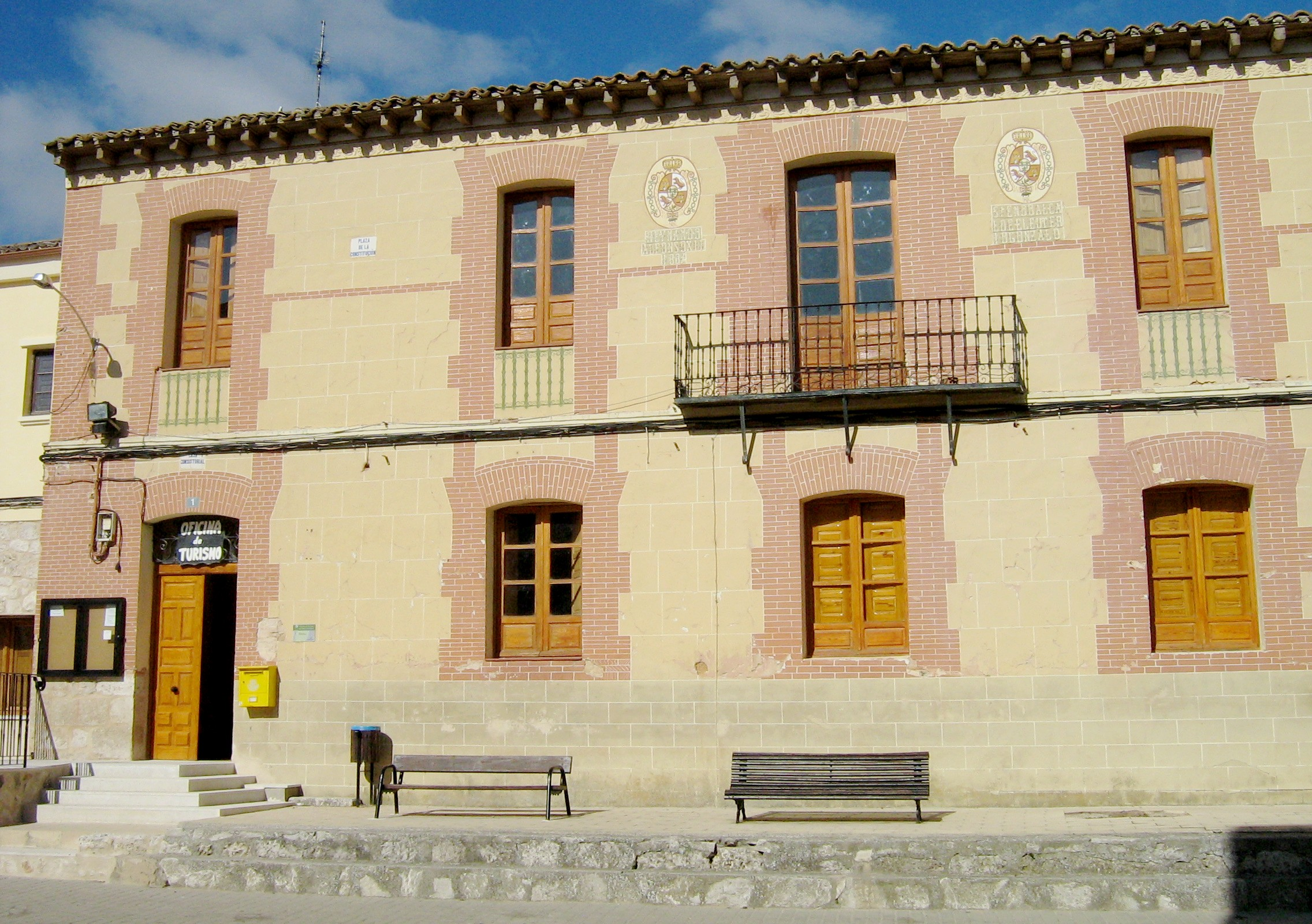
Ayuntamiento.

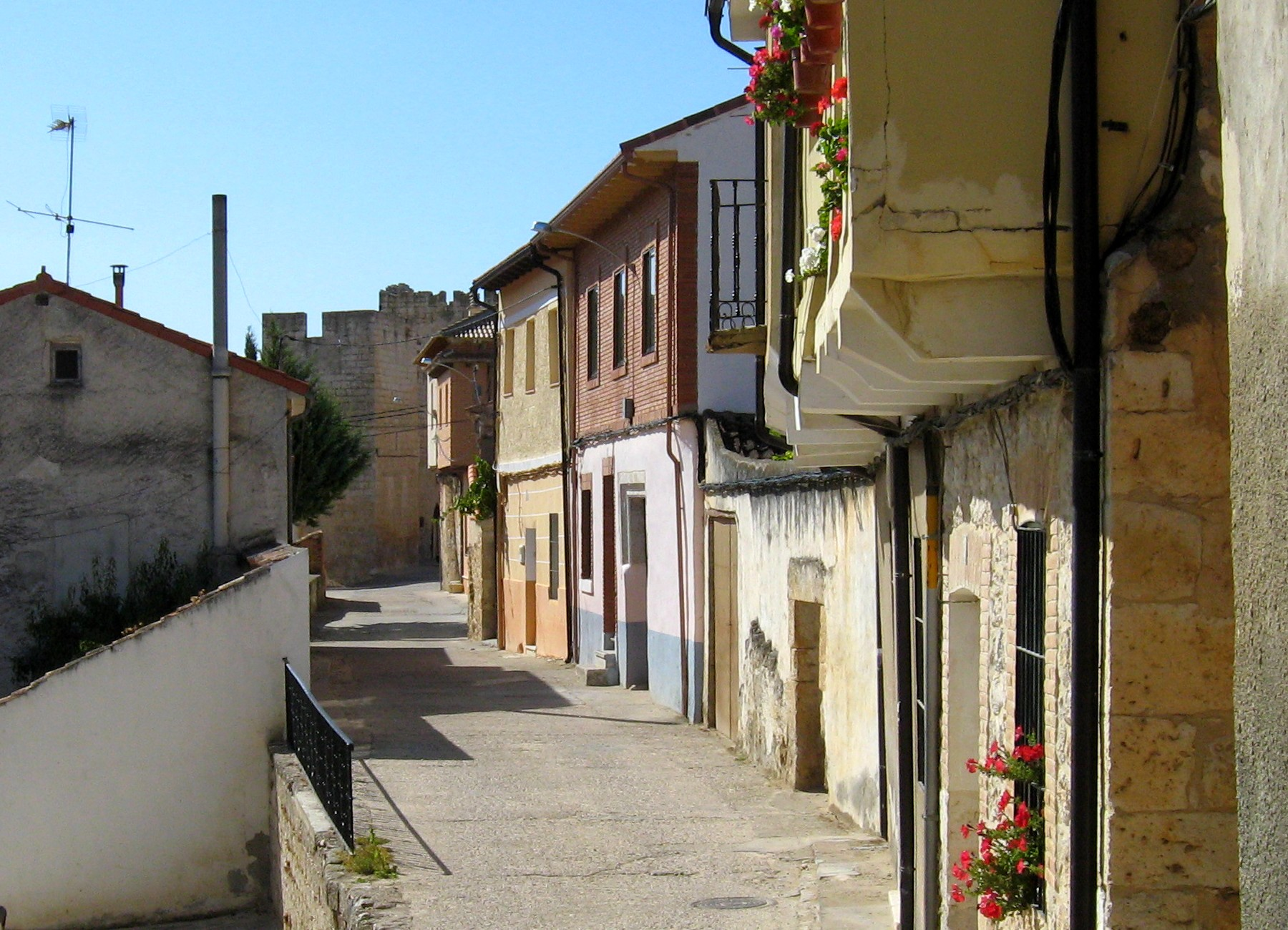
Una calle de la localidad.

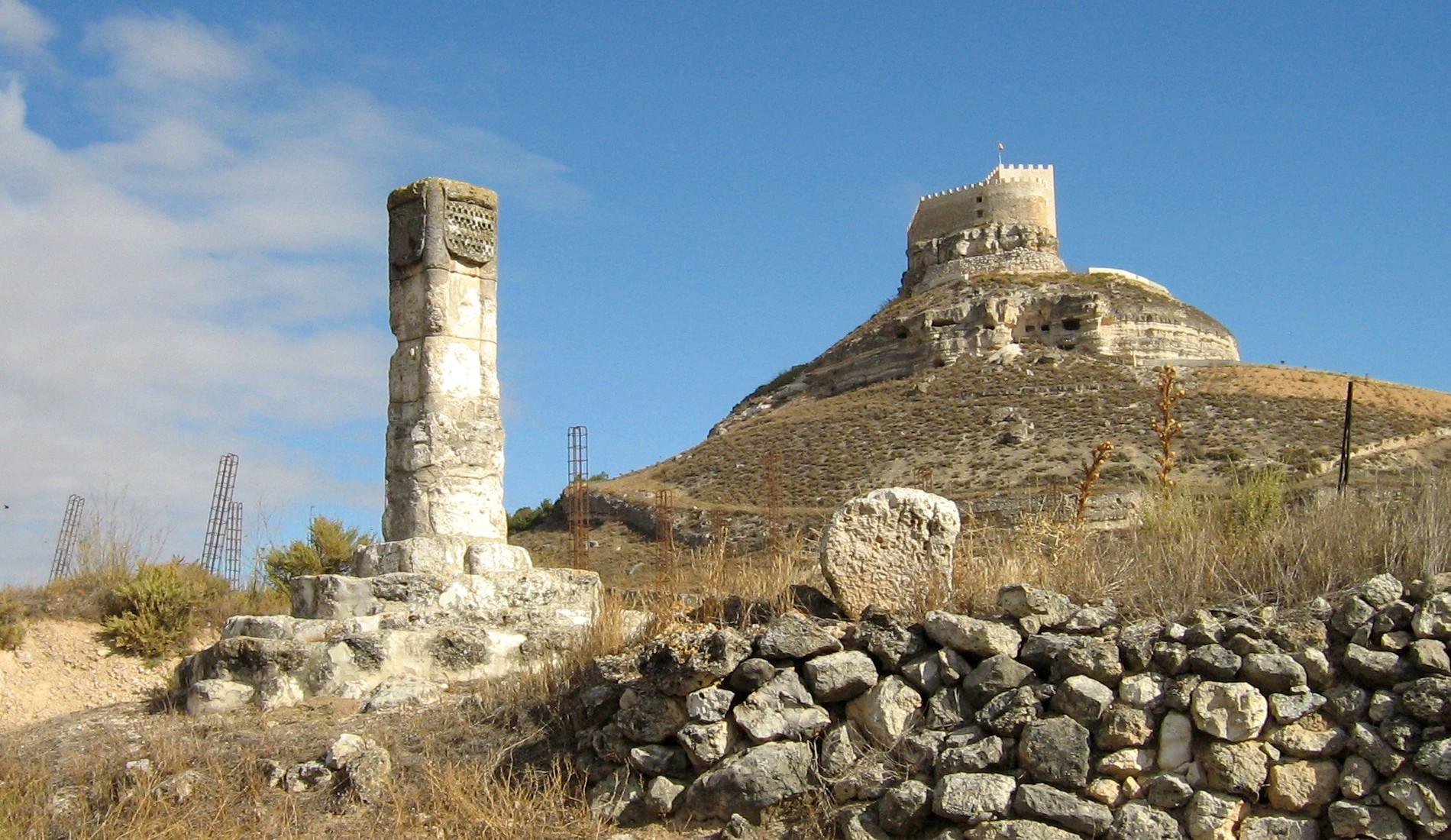
Rollo de justicia con escudo de Zúñiga.

Entre los restos arqueológicos del castillo de arriba se ha encontrado una moneda de cobre del emperador romano Arcadio. Este es el castillo más antiguo de la provincia de Valladolid, su construcción data del siglo X. El nombre de Curiel tiene origen romano. Según una tradición, sobre la puerta del castillo había una inscripción que decía: "Hic Curules me fecere", (aquí me construyeron los Curules).[cita requerida]
Las primeras referencias documentales de Curiel son de los años 1045 y 1065.
Se conoce que en el siglo XI Rodrigo Álvarez, casado con Teresa Laínez, abuelo materno del Cid Campeador, era tenente de Curiel a la vez que de Luna, Torremormojón, Moradillo y Cellorigo, reinando Fernando I de León.
Alfonso VI de León (1072-1109). Curiel se convirtió en la cabeza de una pequeña Comunidad de Villa y Tierra durante su reinado. En 1148 Curiel, junto con Castroverde, se incorporó al señorío de Urraca I de León el 3 de febrero de 1148. Gonzalo de Berceo (1197-1264) lo cita con el nombre de "Coriel" en sus obras. Alfonso VIII de Castilla se casó con Leonor Plantagenet en 1170, hermana de Ricardo Corazón de León. Tuvo el castillo como dote. Doña Leonor fundó el Monasterio de Santa María la Real de Las Huelgas en Burgos. Alfonso IX, su hija, la infanta Estefanía recibió el castillo como dote. En 1604 Lope de Vega escribió la tragicomedia de capa y espada "La Desdichada Estefanía". Estefanía fue asesinada por su marido que la creyó infiel.
Berenguela la Grande, hija de Leonor, hermana de Enrique I de Castilla y madre de Fernando III "El Santo" fue la señora de Curiel. Fue la artífice la unión de Castilla y León. Para estas fechas, la Comunidad de Villa y Tierra tenía una extensión de 93 km² y comprendía además de Curiel las aldeas de Roturas, Bocos (Bocos de Duero), Valdearcos (Valdearcos de la Vega), Corrales (Corrales de Duero), San Llorente, Iglesia Rubia y El Bercial.
Fernando III el Santo Rey de Castilla desde 1217 y de León desde 1230. Murió en 1252. Alfonso X el Sabio. Su mujer Violante, hija de Jaime I de Aragón recibió el castillo como dote. Se casaron en 1248. Alfonso X fue proclamado rey en 1252. Sancho IV de Castilla "El Bravo" reinó entre (1284-1295. Hijo de Violante. Fue un gran amigo, además de tutor, del personaje histórico conocido como el infante Don Juan Manuel. Se casó con María de Molina, que fue reina durante las minorías de edad de su hijo Fernando IV, y nieto Alfonso XI. Fernando IV de Castilla, el Emplazado. Reinó entre 1295 y 1312. Durante su reinado 1296 se dotó a Curiel de Duero del mismo Fuero Real de Peñafiel
Alfonso XI de Castilla, «El Justiciero» (1311-1350) residió en el castillo y lo usó como refugio. Fue nieto de María de Molina. En el siglo XIV, dejando el sitio de Lerma para ir contra Peñafiel, estuvo en Curiel aprovechando que don Juan Manuel había salido a Pesquera.
Pedro I el Cruel reinó entre 1350 y 1369. Heredó el reino de su padre Alfonso XI y estuvo ocasionalmente en Curiel. Su hijo Diego de Castilla y Sandoval, apresado en Carmona fue encarcelado en este castillo por Enrique II. Diego murió en el castillo de Coca a los 64 años tras haber sido liberado en 1434 por la insistencia del condestable Álvaro de Luna que estaba casado con una hija del prisionero[cita requerida]. El encarcelamiento de Diego es uno de los más largos conocidos: 54 años. El castillo fue refugio de caballeros en la guerra entre Pedro I y Enrique II. Su otro hijo, Pedro, fue encarcelado en el castillo de Alaejos.
En 1355 Pedro I otorgó Carta Puebla a la ciudad valenciana de Utiel, cuando residía en Curiel.
Enrique II de Trastámara, hijo de Alfonso XI y hermano de Pedro I. Tras una guerra civil Enrique II llegó al poder después de derrotar y matar a su hermano Pedro en el Campo de Montiel. Fue rey desde 1350 hasta 1379.
La villa salió de manos de la Corona cuando Juan I (1358-1390) la cedió a Diego López de Zúñiga (Casa de Zúñiga). Recibió el castillo y también inició la construcción del Palacio de los Zúñiga.
El 7 de julio de 1406 Enrique III El Doliente concedió un privilegio a todos los vecinos, hombres y mujeres, de sus términos y sus aldeas, eximiéndolos, a ellos y a los que estuviesen por venir, de casi todos los impuestos que se pagaban en aquel momento. En 1443 se reunieron en Curiel los condes de Haro y Ledesma para tratar de cuestiones relativas al servicio de su rey Juan II en sus planes contra el reino de Navarra. En 1452 Álvaro de Estúñiga reunió en Curiel a su caballería, partiendo desde allí hacia Burgos para apresar a don Álvaro de Luna.
Alonso Diego López de Zúñiga y Sotomayor, duque IV de Béjar y Plasencia, marqués de Gibraleón, conde de Benalcázar y Bañares, vizconde de la Puebla de Alcocer, Señor de las Villas de Capilla, Curiel y Burguillos. Fue duque entre 1601 y 1619 y Cervantes le dedicó la primera parte del Don Quijote de la Mancha por su mecenazgo. Góngora le dedicó su obra Soledades.
Cristóbal de Guzmán Santoyo y Beltrán natural de Guzmán (1578-1656 ) fue alcaide de las fortalezas de Guzmán y Curiel, tesorero del duque de Béjar, señor de la casa solar y mayorazgo de los Guzmán; y de María Beltrán. El rey Felipe IV lo eligió como maestro y director de su hijo Fernando de Austria. Fue presentado para el obispado de Palencia, en la que entró el 11 de junio de 1634.
Durante la segunda mitad del siglo XVIII el señorío de los duques de Béjar se unió al de Osuna, constituyéndose en uno solo, de quien dependió hasta la desaparición de los señoríos en la primera mitad del siglo XIX.
A finales del siglo XIX, Indalecio Martínez Alcubilla compró el Palacio de los Zúñiga (Curiel de Duero) existente en la localidad al duque de Osuna, redactando una Memoria que ha servido como referencia conocer datos acerca del palacio antes del desmantelamiento a que fue sometido hacia 1919-1920. Durante el desmantelamiento del mismo, para aprovechar las columnas se destruyeron las yeserías moriscas y las pinturas del palacio de los Stúñiga.
Hacia 1920 el Palacio de los Zúñiga (Curiel de Duero) fue expoliado de todo lo valioso, yeserías y artesonados y todo aquello que pudiera tener valor económico, como yeserías y artesonados. Parte de su decoración está en el Museo Arqueológico Nacional de Madrid. El patio se montó en una finca particular de Torrelodones. El Alcázar de Segovia, tiene un artesonado, otro artesonado está en California (EE. UU.).
Alrededor de 1950, se iniciaron los riegos con aguas del Canal del Riaza. Poco después de 1963 se desmanteló parte de la iglesia de San Martín, que ya estaba desafectada del culto, aprovechándose una parte de las piedras recuperadas del edificio para la restauración del palacio de Aldeasoña (Segovia). Hasta 1997 no se reparó la iglesia de San Martín, instalándose en ella la bodega El Viejo Coso. Igualmente se ha reconstruido el castillo en el cerro (castillo de Curiel de Duero), habiéndose instalado en el mismo una Posada Real.
Como curiosidad, a partir de 1977 con la restauración de la democracia y de 1978 con la aprobación de la Constitución de 1978 no fue necesario cambiar el nombre de la plaza de la localidad, como en diversos lugares, porque un azulejo se ha conservado siempre con el nombre de Plaza de la Constitución.
En el censo de Pascual Madoz (1845-1850) constan los siguientes datos:

- Partido Judicial de Peñafiel. Provincia de Valladolid. Diócesis de Palencia.
    - Aparece denominado como Curiel de los Ajos.

    - Situado en un valle resguardado del viento norte y oeste.

    - Tiene tres fuentes de agua buena.

    - Enfermedad más común: Tercianas.

    - Número de casas: 104.

    - Población: 124 vecinos, 334 habitantes.

    - Ayuntamiento con cárcel.

    - Iglesia parroquial de entrada: Santa María. Servida por un cura teniente y un beneficiado.

    - Iglesia parroquial de entrada: San Martín. Servida por un cura teniente.

    - Ermita del Santísimo Cristo en la entrada del pueblo.

    - Castillo en un monte llamado el Bercial.

    - Palacio propio del duque de Osuna.

    - Monte de roble y encina.

    - El correo despachado desde Peñafiel los martes y sábados.

    - Producción: trigo, centeno, cebada, avena, vino, patatas, cáñamo, frutas, yerbas de pasto.

    - Industria: Telares de lienzos de lino y cáñamo.

    - Cabestrería: Taller de cabezadas de cuerda para las bestias, cuerdas, jáquimas, cinchas.

    - Comercio: Exportación de sobrante de frutos.

    - Ganado: Lanar y caballerías para labranza.

    - Caza: Liebres, conejos y perdices.

    - Escuela de instrucción primaria con 25 alumnos.

    - Pago al maestro 1500 rs

    - Capital Producido: 560100 rs

    - Impuestos: 56010 rs

    - Contribución: 15815 rs 4 mrs

    - Presupuesto municipal: 2900 rs. Se cubre con fondos propios y reparto municipal.

## Geografía humana

### Demografía
Cuenta con una población de 119 habitantes (INE 2024).
| Gráfica de evolución demográfica de Curiel de Duero entre 1842 y 2021 |
| |
| Población de derecho según los censos de población del INE Población de hecho según los censos de población del INEEn estos censos se denominaba Curiel: 1842, 1857, 1860, 1877, 1887, 1897, 1900, 1910, 1920, 1930, 1940, 1950, 1960, 1970, 1981 y 1991 |

| 516           | 465 | 414 | 329 | 178 | 135 | 126 | 98 | 135 | 125 | 129 | 112 |
| (Fuente: INE) |     |     |     |     |     |     |    |     |     |     |     |

Según los datos de que se dispone, en 1587 Curiel tenía 317 vecinos. En el siglo XIX contaba con 104 casas, incluyendo el Palacio del duque de Osuna, dueño del caserío de El Bercial, contando con 124 vecinos y 334 almas.

### Economía

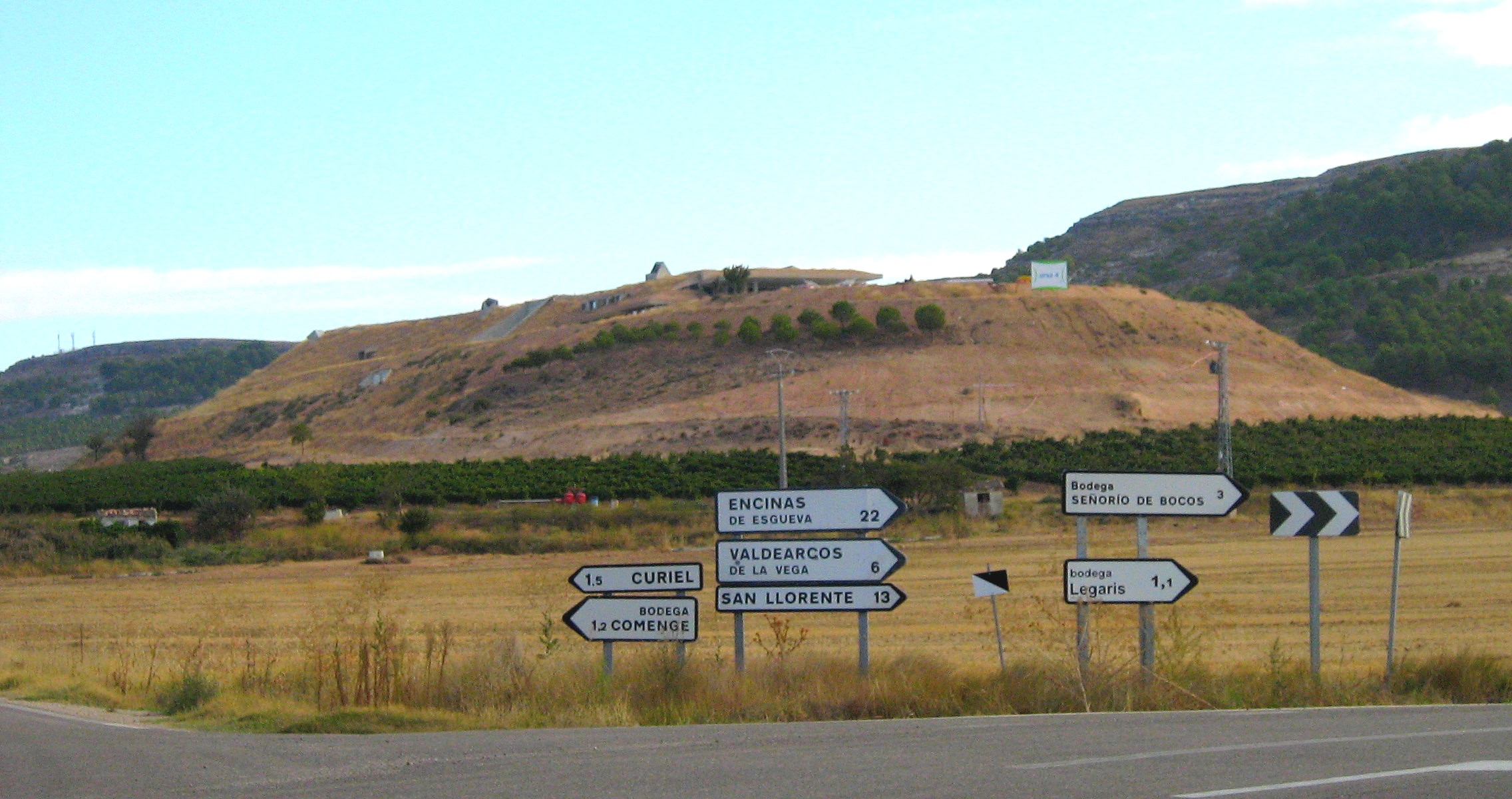
Bodega Entrecastillos.

La economía se basa en el cultivo de cereal de secano, viñedos y ganadería ovina. Cuenta con varias bodegas de la Denominación Ribera del Duero.
En el siglo XIX Curiel de Duero contaba con telares de lino y de cáñamo.

## Patrimonio

### Patrimonio militar

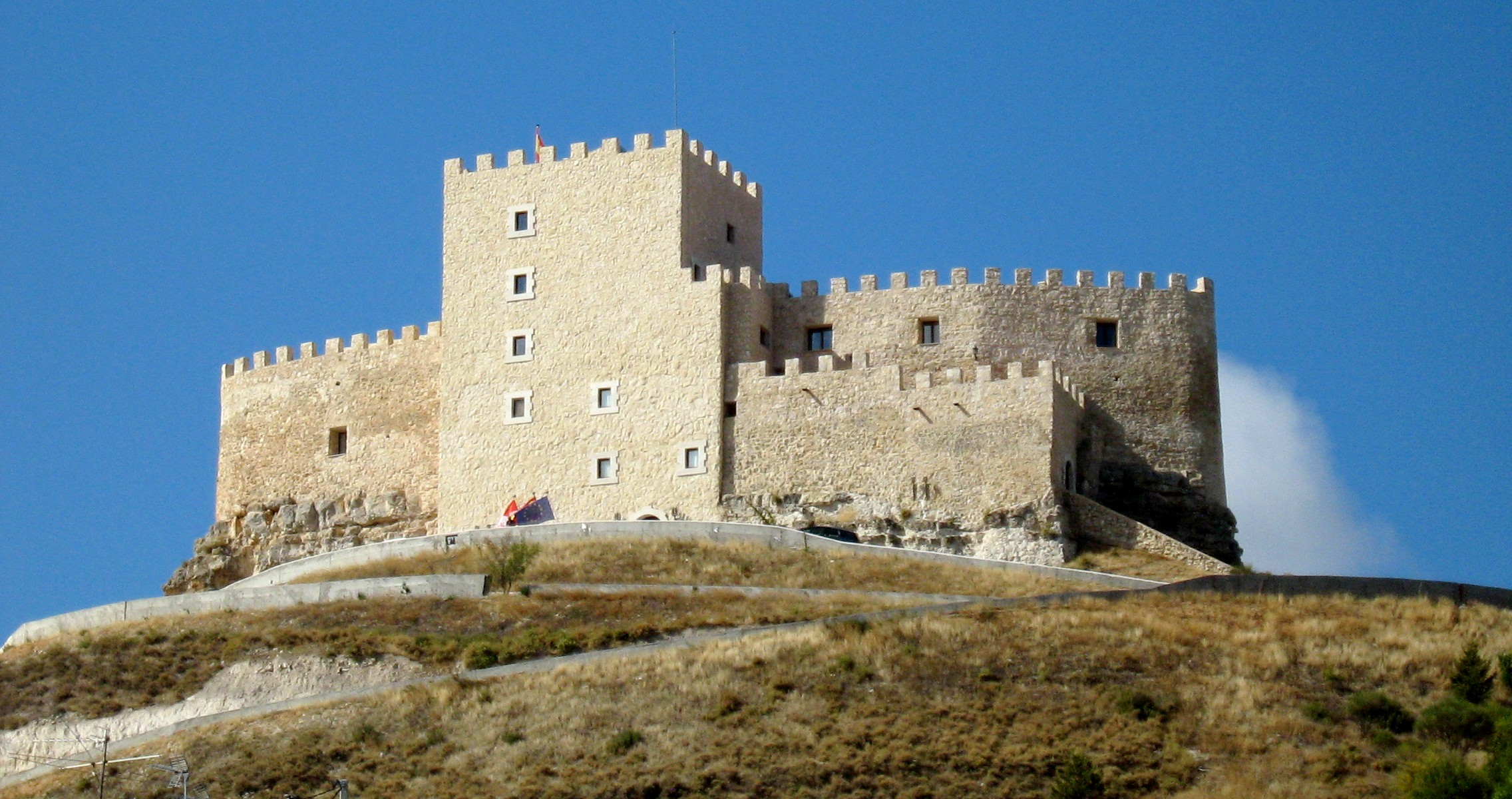
Castillo de Curiel de Duero.

El monumento emblemático es el castillo de Curiel de Duero, elevado en un cerro rocoso y convertido en Posada Real (hotel con 26 habitaciones).
Quedan restos de las murallas medievales de Curiel. El Arco de la Puerta de la Magdalena data del siglo XIII. Las murallas tuvieron cuatro puertas; queda una en el barrio del Calvario.

### Patrimonio civil

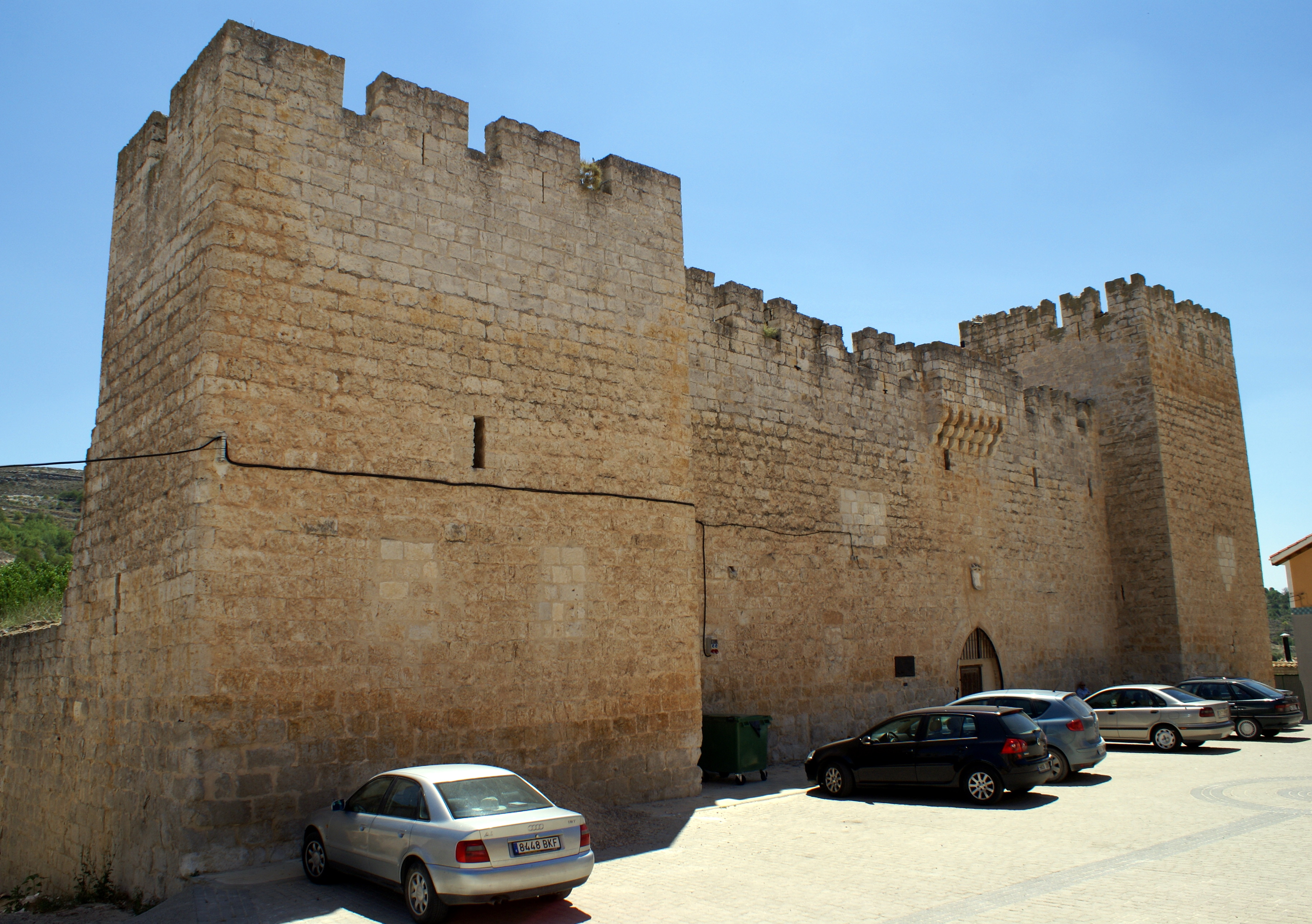
Palacio de los Zúñiga.

Hay otro castillo en el pueblo, el Palacio de los Zúñiga, que fue construido en 1410.
Curiel posee casas señoriales y de cofradías, con sus emblemas, y numerosas viviendas tradicionales castellanas, con bodega incorporada, así como alguna vivienda rupestre. También destacan dos fuentes labradas con iconografía religiosa, el Rollo de Justicia del siglo XV y bodegas históricas de la Ribera del Duero. Curiel dispone de Museo Etnológico y de una exposición que recrea la Escuela del Ayer, ambientada a principios del siglo XX.
El edificio del Ayuntamiento fue construido reinando Alfonso XII en 1884. Tiene una habitación en la planta baja decorada como una escuela en la década de 1950.

### Patrimonio religioso

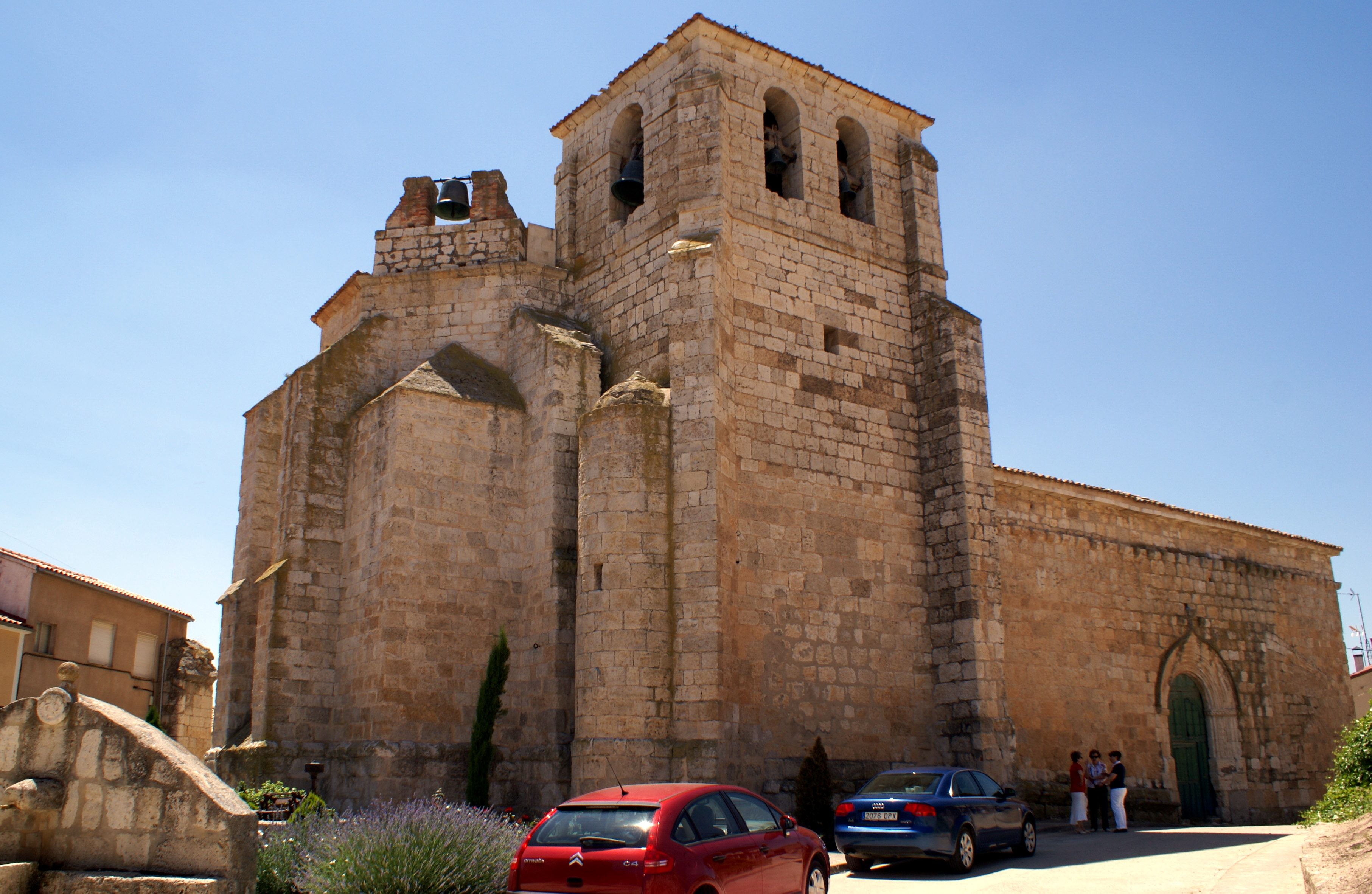
Iglesia de Santa María.

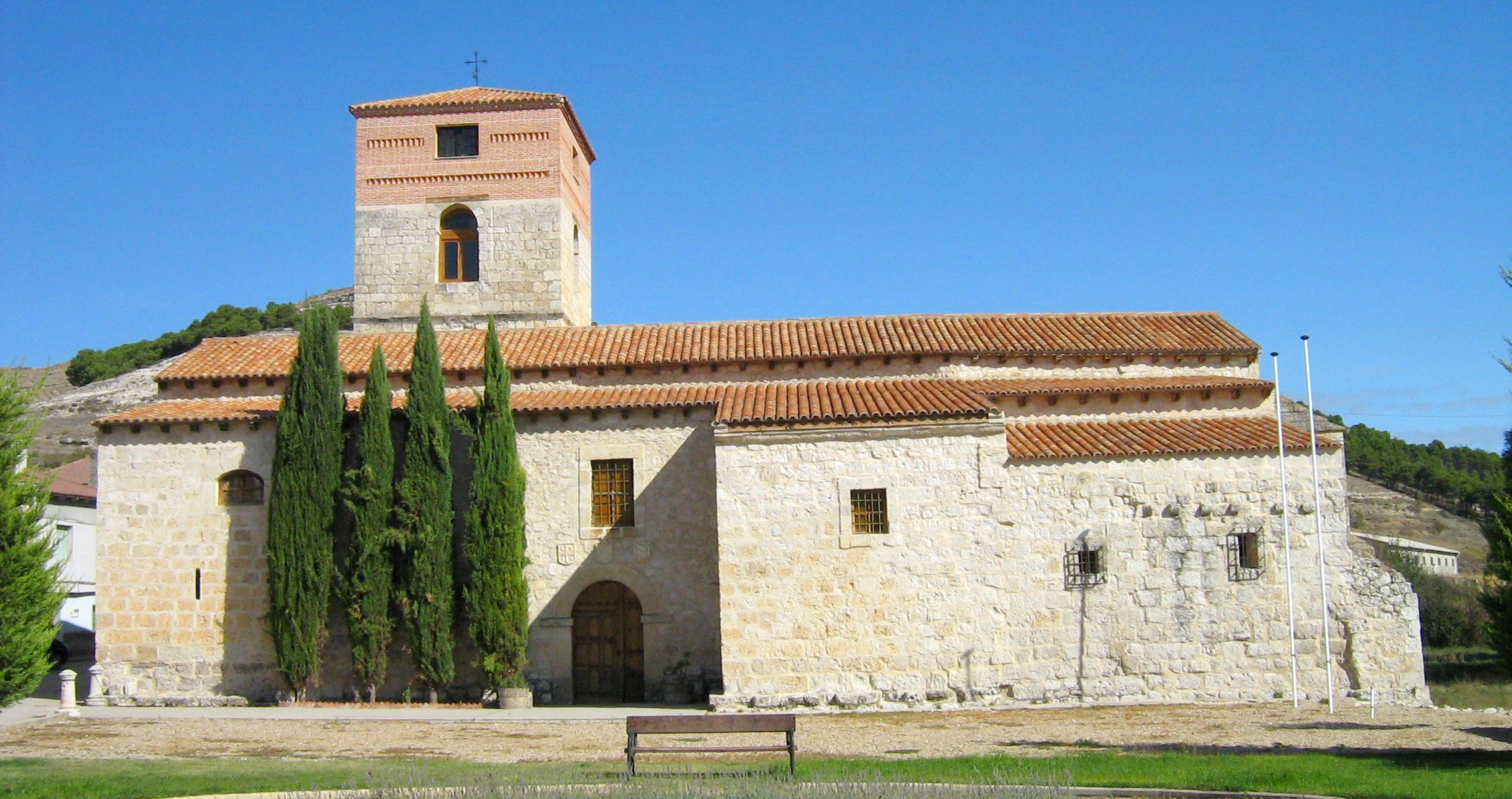
Iglesia de San Martín.

La Iglesia de Santa María es gótica mudéjar, del siglo XV, aunque conserva una valiosa portada románica. Tiene artesonado mudéjar y retablos. La torre es de dos cuerpos, con escalera de caracol. Hay mirador del Duero hacia Peñafiel.
La Iglesia de San Martín es del siglo XVII; ha sido rehabilitada como bodega privada.
La Ermita del Cristo, situada junto al Rollo de Justicia, en la entrada al pueblo desde la carretera. Tiene retablo barroco del siglo XVIII y una estatua de Cristo del siglo XVI.

### Patrimonio natural
La ruta de senderismo PRVA-9 nos lleva hasta las Altas Pinzas de Castilla, desde donde se aprecia una amplia vista de la Ribera del Duero. En un cortado del páramo, existe un asentamiento eremítico de cuevas y pasadizos ya habitados en la Edad del Bronce, en los que destaca un altar excavado en la roca.

## Cultura
Los lavaderos del pueblo han sido reconvertidos en un museo etnológico y reúne la colección de objetos comunes en la primera parte del siglo XX.
La danza típica de Curiel, Las Mudanzas, aún se danzaba durante la fiesta de La Cruz a finales del siglo XX.

### Fiestas
- Fiesta de la Cruz. Procesión de la Santa Cruz, en que ésta es adornada con dulces, frutas y vino de la zona. Día 3 de mayo. Es típico de este día el baile de las Mudanzas cuya música ha sido catalogada por la Fundación Joaquín Díaz.
- San Isidro Labrador. Romería y almuerzo popular en las bodegas. Día 15 de mayo.
- Semana y fiesta Cultural del Valle del Cuco. Mediados de mayo.
- Fiestas de verano en honor de la Virgen de la Asunción con Misa y procesión, juegos infantiles y populares, aperitivo popular y verbenas. Primer fin de semana de agosto.
- Fiesta de la Vendimia. Pisado de la uva y dulzainas. Finales de septiembre – primeros de octubre.